# Protambulyx turarem
Protambulyx turarem är en fjärilsart som beskrevs av Lichy 1943. Protambulyx turarem ingår i släktet Protambulyx och familjen svärmare. Inga underarter finns listade i Catalogue of Life.